# Putzlappen

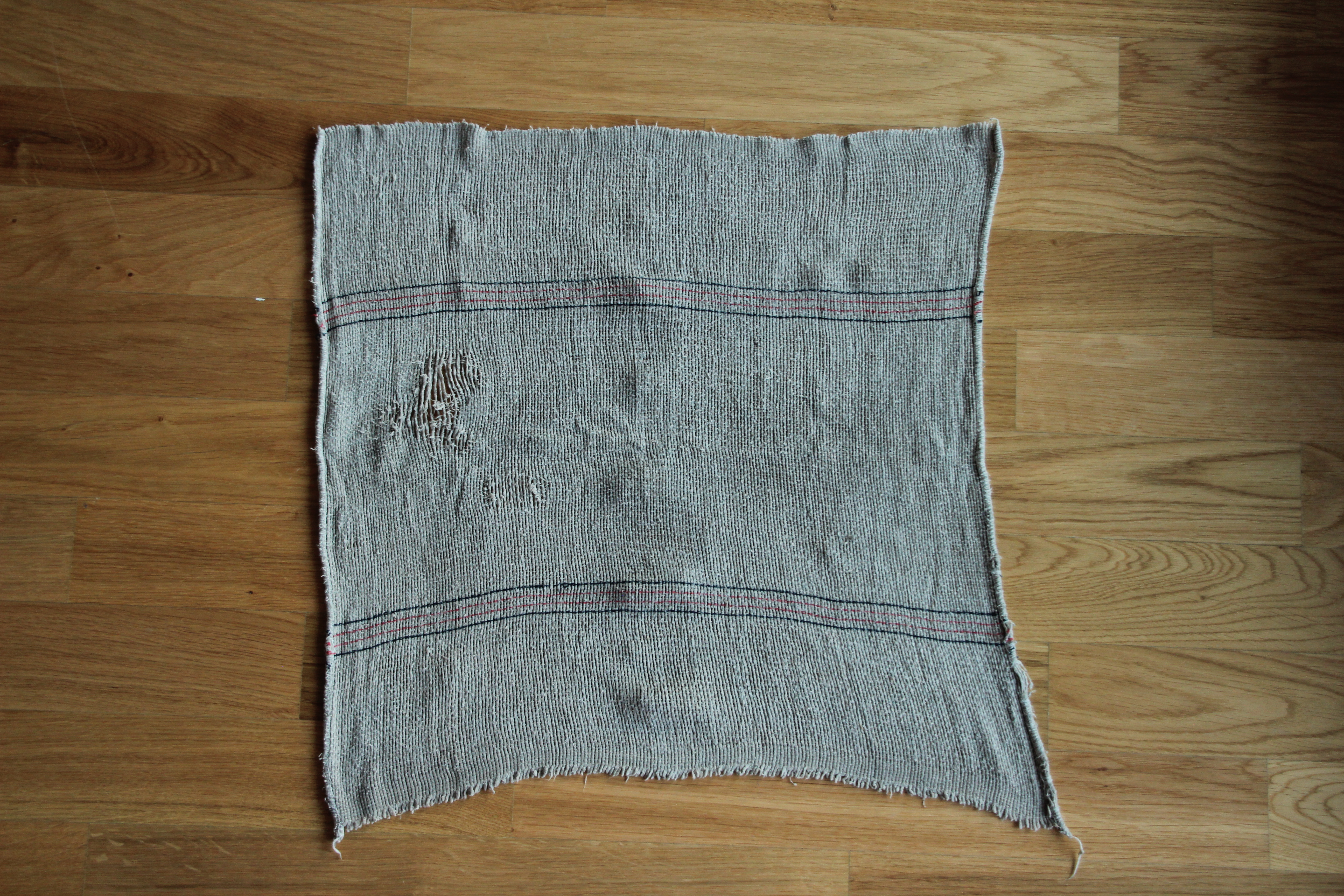
Benutzter feuchter Putzlappen

Der Putzlappen (auch Reinigungstuch, Feudel, Scheuerlappen, Hader/Huder, Aufnehmer, Putzlumpen, Feglumpen etc.) ist ein Stofftuch zur Reinigung und findet Anwendung bei der Nassreinigung und Trockenreinigung. Umgangssprachlich wird der Begriff für Reinigungstücher aller Art verwendet, etwa dem Wischtuch für die Fußbodenreinigung. Putzlappen für den privaten Bereich werden im Einzelhandel als Wischtücher, Putztücher oder Reinigungstücher angeboten. Im gewerblichen Bereich werden Putzlappen in Werkstätten und Industriebetrieben verwendet. Es wird zwischen Einwegputzlappen und Mehrwegputzlappen unterschieden. Eine Zuordnung der Putzlappen und Reinigungstücher nur zu Privat oder nur zu Gewerblich ist nur in Ausnahmefällen möglich, wie dem Brillenputztuch zu Privatanwender und dem Reinraumputztuch zur Industrie.

## Materialien und Herstellung
Die deutsche Norm für Einweg-Industrieputzlappen ist die DIN 61650 Putzlappen. Einweg-Putzlappen werden aus Altkleidern und -stoffen gefertigt (daher auch der Name „Hadern“ bzw. „Lumpen“).
Diese Putzlappen müssen laut DIN 61650 aus trockenen, festen, sauberen, baumwollenen oder halbleinenen, auch viskosehaltigen Stoffen hergestellt sein, frei von Haken, Ösen, Bändern, Reißverschlüssen und anderen harten Teilen, geschnitten in unregelmäßige handliche Stücke von mindestens 20 × 30 cm, eine davon abweichende Größe ist vorher zu vereinbaren. Eine gesonderte Desinfektion ist nicht vorgeschrieben.
Bei der Putzlappenfertigung werden die nicht mehr tragbaren Textilien in zwei Hauptgruppen unterteilt:
- Trikotputzlappen (gewirkt)
- Kattunputzlappen (glattes Gewebe)

Putzlappen werden aber auch aus Frottee, Flanell, Molton, Cord oder als Blauputz und Schwerputz hergestellt. Generell wird zwischen bunten (gefärbten) und weißen (ungefärbten) Putzlappen unterschieden, weitere Untersortierungen erfolgen in dunkelbunt, bunt original, hellbunt, extrahell, weiß II, weiß I.
Preisunterschiede ergeben sich aus:
- dem Material, wie zum Beispiel Kattun, Trikot, Frottier, Schwerputz
- der Farboptik, wie z. B. weiß, hellbunt, original bunt, dunkelbunt
- dem Sortierungsgrad, wie z. B. nur dünnes Trikot, nur Kattun-Bettwäsche, nur Frottier-Handtücher
- der Verpackung, wie z. B.: 5 kg, 10 kg, 25 kg
- der Herkunft der Ware, wie zum Beispiel Sammelware oder Mietwäsche bzw. Import aus  Niedriglohnländern.

Marktschwankungen der Rohstoffe und die Verfügbarkeit der Sammelware haben ebenfalls einen Einfluss auf den Preis.
Die Verpackung der kraus gelegten Putzlappen erfolgt in der Regel als umhüllte Pressballen in 10 kg oder 25 kg Gebinden, die wiederum in der Regel auf Paletten zu 300 kg zusammengefasst werden. Andere Verpackungsarten sind möglich (5 kg-Tragetasche oder Karton). Putzlappen werden Brutto für Netto gehandelt, wobei die Verpackung 5 % des Bruttogewichtes nicht überschreiten sollte.
Die Preise für Putzlappen, die nach DIN 61650 aus Altkleider hergestellt werden beziehen sich jeweils auf das Kilogramm. Putztücher und Reinigungstücher industrieller Herstellung werden auch nach Stück gehandelt.
Mehrweg-Putzlappen, auch bekannt als „Putzlappen im Mietsystem“, werden industriell aus strapazierfähigem Gewirk maßhaltig für diesen Einsatz hergestellt und vom Vermieter in Umlauf gebracht. Der Vermieter tritt hier einerseits als Inverkehrbringer der Putzlappen auf, andererseits aber auch als Wiederaufbereiter oder Entsorger der gebrauchten Putzlappen. Die gebrauchten Putzlappen werden vom Vermieter selbst oder in dessen Auftrag in Industriewäschen gereinigt und nach Sicht- und Detektorprüfung auf Metallspäne in den nächsten Mietkreislauf gegeben.
Neben Alttextilien und Gewirken finden auch Vliesstoffe wie zum Beispiel als Vliesputztücher aus Mikrofasern, z. B. Fleece (Stoff) und anderen Natur- und Chemiefasern Verwendung. Die Vliesstoffe werden auch als „Non Wovens“ also nicht gewebt bezeichnet. Herstellungsverfahren sind das Vernadeln und Kalandrieren eines Faserflors (Nadelvlies), Verwirbelung und Verfestigung der Fasern durch Luft (Wirrlagenvlies) oder direkt aus Granulat (meltblown).

## Einsatzbereiche Einweg- und Mehrwegputzlappen
Beide Systeme existieren parallel und finden ihre Kunden. Jeder Anwender stellt unterschiedliche Anforderungen an die Putzlappen, um zum spezifischen Ergebnis zu kommen, wie z. B. grobe Schmutzaufnahme, Nassreinigen, Staubentfernen, Politurauftragen, Polieren. Einwegputzlappen decken durch die unterschiedlichen Materialien und Sortierungen fast alle Anforderungen ab, weichen aber den Mehrwegputzlappen, wenn es um Großverbraucher von Putzlappen geht, die standardisierte Arbeitsgänge in definierter Zeit mit dem Putzlappen als Werkzeug abarbeiten. Die Stärke der Einwegputzlappen liegt eindeutig bei Kleinverbrauchern und im Charme des 2. Stoffkreislaufs, der durch Recycling bereits einmal verbrauchte Ressourcen nützlich macht.

## Umweltbilanz und Energieeffizienz
Das Mietsystem ist aus ökologischer Sicht in der Reinigungsbranche umstritten. Die Reinigung sowie der Transport der Mehrweglappen führen zu Umweltschädigung und Energieverbrauch. Diese übersteigen nach Ansicht der Kritiker oftmals die Werte, die durch das Entsorgen der Einwegputzlappen entstehen. Nach deutschem Abfallrecht ist die direkte Deponierung ohne Abfallbehandlung seit 2005 generell nicht mehr zulässig. Gebrauchte Einwegputzlappen können im Rahmen der Abfallbehandlung zu Ersatzbrennstoff aufbereitet werden und somit einen Teil konventioneller Brennstoffe ersetzen.